# Ahmet Bilici
Ahmet Bilici (né le 12 septembre 1987 à Erzurum) est un lutteur libre turc.
Il remporte le titre en battant le Français Akhmed Aibuev lors des Jeux méditerranéens de 2018.